# Michal Bumbálek
Michal Bumbálek (* 21. ledna 1971 Uherské Hradiště) je český herec, od roku 2013 člen souboru Národního divadla Brno.

## Život
Vystudoval herectví na brněnské konzervatoři, poté v letech 1989 až 1993 i na Divadelní fakultě Janáčkovy akademie múzických umění v Brně. Ještě během studia, v roce 1992, přišel do Divadla Husa na provázku, kde hrál dvacet let. Od roku 2013 je členem činohry Mahenova divadla. Spolupracuje také s dalšími brněnskými divadly, HaDivadlem, Divadlem U stolu, Divadlem Líšeň, Studiem Marta, či Divadlem Facka, kde se Sergejem Sanžou píše hry i režíruje; hostoval i v Jihočeském divadle v Českých Budějovicích.
Hrál také převážně malé role v několika filmech (poprvé již v roce 1988 v Čekání na Patrika) a v televizi.
Má tři syny.

## Vybrané divadelní role
- William Shakespeare: Hamlet, HaDivadlo, 1993 – Hamlet
- Alois a Vilém Mrštíkové: Maryša, Divadlo Husa na provázku, 1995 – Francek, rekrut
- William Shakespeare: Král Lear, Divadlo Husa na provázku, 1996 – Edgar
- Babička, Divadlo Husa na provázku, 1997 – Kudrna s dětmi, Josef II., Nejedlý a další
- Běsi – Stavrogin je ďábel, Divadlo Husa na provázku, 2004 – Šigalev
- Evangelium svatého Lukáše, Divadlo Husa na provázku, 2007 – Jakub Alfeův, Otto Hofmann
- William Shakespeare: Hamlet, Divadlo Husa na provázku, 2009 – člen herecké skupiny
- Hordubal, Divadlo Husa na provázku, 2010 – Berkovič
- Alois a Vilém: Rok na vsi, Jihočeské divadlo České Budějovice, 2011 – Tulák Doné
- Ostře sledované vlaky, Mahenovo divadlo Brno, 2014 – Kníže
- Zpráva o zázraku, Dok.trin, 2015 – Josef Toufar

## Filmografie

### Film
- Čekání na Patrika, 1988
- Stůj, nebo se netrefím!, 1997
- Muži v říji, 2009
- Největší z Čechů, 2010

### Televize

#### Teleizní filmy
- Zobani, 1993
- Čáry báby Cotkytle aneb Tři zlaté zuby děda Vševěda, 2002
- To vánoční šturmování aneb Pokoj lidem dobré vůle, 2004
- Les mrtvých, 2009
- Šťastný smolař, 2012
- Roznese tě na kopytech, 2013

#### Seriály
- Expozitura, 2011
- Okno do hřbitova, 2011
- Helena, 2012 – fotograf Pexa
- Neviditelní, 2014